# 今裝戲寶
今裝戲寶，香港亞洲電視于1992年間首播的電視電影特輯，全劇共有五個單元故事，由當時亞視力捧的小生和花旦主演。故事改編自幾部家喻戶曉的粵語喜劇，并賦予現代社會的特色。

## 單元

### 玉女添丁

#### 劇情簡介
職場之女強人Joyce（邱月清飾）因不忍放棄事業做黃臉婆，本來堅決不肯為丈夫阿銘（鄧浩光飾）添丁，卻陰差陽錯地被懷疑有了身孕。為免老公傷心過度，Joyce打算繼續偽裝下去，甚至將朋友Kit（吳曼麗飾）的兒子冒充為自己的親生骨肉。豈料Kit在生下兒子後感到後悔，一心奪回兒子。被母愛所感動的Joyce決定將孩子還給Kit，但突然被丈夫揭穿了真相，而且被懷疑出軌。沒有了兒子，又被冤枉的她該怎樣收場？

#### 演員表
- 鄧浩光 飾 司徒銘
- 邱月清 飾 Joyce
- 司馬華龍 飾 銘　父
- 鄭文霞 飾 銘　母
- 譚少英 飾 大　姐
- 石中玉 飾 大姐夫
- 周美玲 飾 二　姐
- 李陽春 飾 二姐夫
- 程文意 飾 細　妹
- 嘉　俊 飾 細妹夫
- 白韻琴 飾 Michelle
- 淩文海 飾 王醫生
- 吳曼麗 飾 Kit
- 歐陽耀麟 飾 稻草田
- 黃麗英 飾 Jenny
- 韋家雄 飾 同　事
- 陳家偉 飾 同　事
- 陳巧兒 飾 同　事
- 楊菁菁 飾 楊　太

### 阿蘭嫁阿瑞

#### 劇情簡介
混跡于都市中的白領阿瑞（陳庭威飾）為了入住公屋，通過媒人結識了打算移民的阿蘭（伍詠薇飾）。兩人假裝結婚，阿瑞得以入住公屋，阿蘭也分得一筆錢財。然而，本想分錢後遠走高飛的阿蘭，因遭到男友拋棄而無家可歸，走投無路下以女主人身份強行入住公屋。性格不合的阿瑞和阿蘭經常大吵大鬧，加上親戚、朋友不斷上門纏繞，弄得房子烏煙瘴氣。經過一段時間的相處，阿瑞和阿蘭終於化敵為友。然而，在兩人即將簽署離婚協議書的時刻，阿瑞卻怎樣也下不了筆……

#### 演員表
- 陳庭威 飾 張家瑞
- 伍詠薇 飾 譚卿蘭
- 蔡曉儀 飾 程安兒
- 夏春秋 飾 阿　仁
- 馮　真 飾 阿　珍
- 曾守明 飾 張家華
- 劉兆璋 飾 阿　珠
- 陳麗雲 飾 陳　太
- 鄭孟霞 飾 媒　人
- 李陽春 飾 職　員
- 劉宗基 飾 職　員
- 陳　東 飾 陳先生

### 難兄難弟

#### 劇情簡介
曾擁有數千人弟子，如今卻老態龍鐘的武林人士陸志興（黃樹棠飾），堅拒一眾奸商的威逼利誘，保衛自己一手創辦的武館。麻煩的是，他有一個不務正業，風流成性，而且暗自想將武館變賣出去的孫子阿宗（郭耀明飾）。無奈之下，陸志興謊稱病重，引誘在內地任職公安的另一個孫子阿祖（宗楊飾）前來香港。在爺爺的勸說下，阿祖擔負起保衛武館之重任。阿宗眼見爺爺偏爱阿祖，加上與他青梅竹馬的阿萍（袁潔儀飾）移情別戀愛上了阿祖，於是對阿祖起了妒忌之心。阿宗私底下和無良律師相勾結，聯合黑社會綁架了阿祖，想逼陸志興就範。陸志興護孫心切，決定放棄武館救人。此時，阿宗却突然良心發現……

#### 演員表
- 宗　揚 飾 陸亞祖
- 郭耀明 飾 陸亞宗
- 袁潔儀 飾 阿　萍
- 黃樹棠 飾 陸志興
- 甘　山 飾 阿　文
- 陳植槐 飾 阿　武
- 陳　東 飾 阿　全
- 楊菁菁 飾 菁　姐
- 馮　國 飾 陳律師
- 冼灝英 飾 Mark
- 曾贊安 飾 馬　仔
- 吳廷燁 飾 馬　仔
- 區耀國 飾 徒　弟
- 韋家雄 飾 徒　弟
- 劉偉民 飾 徒　弟
- 梁錦燊 飾 警　官
- 陳劍雲 飾 賣魚勝
- 佘文炳 飾 地產商
- 陳秋彤 飾 Doreen

### 終歸有日龍穿鳳

#### 劇情簡介
視財如命的公司小職員邱日龍（羅青浩飾）酷愛買六合彩，某日終於中了一次頭獎，未料竟是空歡喜一場。但阿龍中獎的消息傳遍了整個公司，甚至欺騙了公司老闆蔣有興（江圖飾）。時值公司周轉不靈，蔣有興將希望寄託在阿龍的巨額獎金上。為了巴結阿龍，興有意提拔阿龍為經理，并脅逼女兒蔣美鳳（劉玉婷飾）和阿龍交往。阿龍早對阿鳳有意思，想趁機向心上人展開追求，可惜阿鳳對他成見很深，總是不為所動。正當阿龍為如何繼續隱瞞真相而發愁之際，他和阿鳳突遭綁架。更加不利的是，蔣有興在向阿龍家人索要獎金的過程中，獲知阿龍欺騙了所有人的真相。陷入困境的阿龍和阿鳳能否自救？當謊言被揭穿後，他們又將如何抉擇？

#### 演員表
- 羅青浩 飾 邱日龍
- 劉玉婷 飾 蔣美鳳
- 吳浣儀 飾 龍　母
- 劉錫賢 飾 布永德
- 江　圖 飾 蔣有興
- 鄧碧梅 飾 唐貴玉
- 陳植槐 飾 何　達
- 陳靖允 飾 聶紫薇
- 萬斯敏 飾 Ann
- 陳嘉偉 飾 Peter
- 曾守明 飾 明　哥
- 邱展鵬 飾 阿　鵬
- 尚　斌 飾 阿　斌

### 女殺手

#### 劇情簡介
曾寶珠（關詠荷飾）是傳說中的女殺手之嫡傳弟子。白天里，她是橫衝直撞的傻女警，到了夜間卻化身成身手敏捷，頭腦靈敏的女中豪傑。此時，一名叫檸檬（煒烈飾）的大盜到處盜取貴重財物。曾寶珠被調往由英明神武的督察林家聲（江華飾）為首的重案組，協助他緝拿兇犯。林家聲身手了得，但受昔日誤傷途人的事件影響而不敢開槍，致使檸檬在眼皮底下逃走。經過珠的有意開導，聲總算擺脫了陰影。隨後，檸檬盯上了富商林包（張錚飾）的一頂皇冠。令聲感到難受的是，林包就是當年無情拋棄他和媽媽的男人。而這個時候，女殺手突然行動，將皇冠盜走，并打傷了林包。而持槍趕到的聲，為救父親向女殺手開了槍……曾寶珠能否順利配合林家聲，一同將檸檬繩之於法？

#### 演員表
- 關詠荷 飾 曾寶珠
- 江　華 飾 林家聲
- 司馬華龍 飾 署　長
- 煒　烈 飾 檸　檬
- 熊德誠 飾 張sir
- 歐陽耀麟 飾 曹達華
- 程文意 飾 阿　怡
- 張　錚 飾 林　包
- 冼灝英 飾 傻　Dee
- 梁　珊 飾 珠師父
- 梁俊傑 飾 威仔